# Titonka (Iowa)
La ville de Titonka est une localité située dans le comté de Kossuth, dans l’Iowa, aux États-Unis. Elle comptait 584 habitants lors du recensement de 2000. 

## Démographie
Selon le recensement de 2000, il y avait 584 habitants, 250 ménages et 148 familles résidant dans la ville. La densité de population était de 336,5 habitants par km2. La composition raciale était composée à 99,32 % de blancs.